# Wolfgang von Kempelen
Wolfgang von Kempelen (n. 23 ianuarie 1734, Pozsony, Regatul Ungariei – d. 26 martie 1804, Alservorstadt⁠(d), Viena, Austria) a fost un inventator și autor german din Slovacia. A creat un mecanism care reproducea sunetele vorbirii umane și un automatul de șah, denumit Turcul mecanic (în germană Schachtürke, „Turc de Șah”). La 20 de ani după moartea sa s-a descoperit că automatul de șah era un fals foarte elaborat cu un pitic în interiorul său.

## Vezi și
- Știința și tehnologia în Ungaria